# Jet set (canción)
«Jet set» (estilizado como «JET_set.mp3») es una canción de las cantantes argentinas Emilia y Nathy Peluso. Fue lanzada el 11 de enero de 2024, por Sony Music Latin, como el sexto sencillo del segundo álbum de estudio de Emilia, .MP3 (2023).

## Antecedentes y lanzamiento
Después de que Emilia contactara a Peluso para que formara parte de su segundo álbum de estudio, .MP3 (2023), ambas artistas se reunieron en un estudio en España, donde compusieron «Jet set» junto con el rapero argentino Duki. Los productores argentinos Zecca y Big One se encargaron de la producción de la canción. El 29 de octubre de 2023, Emilia reveló la lista de canciones del álbum, así como la participación de Peluso en el mismo. A pesar de haber lanzado el álbum para descarga digital y streaming el 3 de noviembre, Emilia mantuvo oculta la canción, afirmando que planeaba lanzarla después para darle una mayor prioridad. El 9 de enero de 2024, Emilia anunció el lanzamiento de la canción en sus cuentas de redes sociales. Dos días después, «Jet set» fue lanzada para descarga digital y streaming como el sexto sencillo del álbum.

## Videoclip
El videoclip de «Jet set» fue dirigido por Facundo Ballve y lanzado simultáneamente con la canción en el canal de YouTube de Emilia. El video contiene referencias de películas de acción y ciencia ficción de los años 2000, tales como The Matrix (1999) y Tokyo Gore Police (2008).

## Posicionamiento en listas

### Semanales
| País (Lista 2024)             | Posición más alta |
| ----------------------------- | ----------------- |
| Argentina Hot 100 (Billboard) | 30                |
| España (Promusicae)           | 58                |